# Stari Trstenik
Stari Trstenik (en serbe cyrillique : Стари Трстеник) est un village de Serbie situé dans la municipalité de Trstenik, district de Rasina. Au recensement de 2011, il comptait 636 habitants.

## Démographie

### Évolution historique de la population
| 1948 | 1953 | 1961 | 1971 | 1981 | 1991 | 2002 | 2011 |
| ---- | ---- | ---- | ---- | ---- | ---- | ---- | ---- |
| 808  | 872  | 882  | 861  | 957  | 849  | 733  | 636  |

|  |